# Templul din Salt Lake City
Templul din Salt Lake City este un locaș de cult al Bisericii lui Isus Hristos a Sfinților din Zilele din Urmă (cunoscută popular și sub denumirea de Biserica Mormonă) situat în orașul Salt Lake City din statul Utah, S.U.A. Cu o suprafață totală de aproximativ 23.506 metri pătrați, Templul din Salt Lake este cel mai mare templu mormon din întreaga lume și locul unde se află sediul Bisericii.

## Istorie și arhitectură
Orașul Salt Lake City a fost fondat pe data de 24 iulie 1847 de către un grup de mormoni conduși de Brigham Young, succesorul lui Joseph Smith și Președintele Bisericii lui Isus Hristos și a Sfinților din Zilele din Urmă. După 4 zile, pe data de 28 iulie 1847, Brigham Young a stabilit locația viitorului templu ca sediu al Bisericii Mormone. Cu toate acestea, lucrările au început oficial abia pe 6 aprilie 1853, când Young a așezat piatra de temelie a templului în cadrul unei ceremoni. Truman O. Angell a fost desemnat ca arhitect pentru realizarea edificiului.
Templul a fost construit dintr-un material asemanător granitului, care a trebuit să fie adus dintr-o carieră aflată la 20 de mile distanță de locul construcției. Lucrările au luat sfârșit pe data de 6 aprilie 1893, când Wilford Woodruff, al patrulea Președinte al Bisericii, a oficiat ceremonia de sfințire a locașului. A rezultat un edificiu înalt de 68 de metri, cu trei turnuri, fiind o combinație între stilurile gotic și romanic.
Complexul din Piața Templului (Temple Square), care include și clădirea principală, adăpostește și alte clădiri cu alte roluri. Astfel, templul este dotat cu un tabernaclu pentru faimosul său cor, o sală de conferințe, birouri, o piscina si o casa memorială dedicată lui Joseph Smith. De asemenea, templul are o mare varietate de săli și camere ce slujesc diverselor scopuri ritualice, mai multe camere fiind denumite simbolic, fiecare având alt rol: Camera Creației, Camera Grădinii, Camera Lumii, Camera Pământească și Camera Celestă. Multe dintre camere sunt pictate si decorate într-un stil modern si atractiv. În vârful turnului central se află o statuie din aur, înaltă de 3,8 metri ce îl reprezintă pe îngerul Moroni, cel ce i-a adus revelația lui Joseph Smith.
Mare parte din elementele edificiului au relevanță simbolică, acestea fiind expuse cu lux de amănunte în ghidurile templului. Construcția cu trei turnuri a fost asemănată de mulți cu Templul lui Solomon, însa clădirea mormonă este mai înalta decat dimensiunile specificate în Biblie.